# Alfred Schulze-Hinrichs
Alfred Schulze-Hinrichs (ur. 6 listopada 1899 w Lipsku, zm. 23 czerwca 1972) – oficer niemieckiej marynarki wojennej Kriegsmarine, osiągnął stopień komandora, służył podczas II wojny światowej.

## Życiorys
W latach 1930–1932 w stopniu porucznika marynarki, następnie kapitana marynarki dowodził torpedowcem „Albatros”, w latach 1932–1933 torpedowcem „Seeadler”, w 1933 torpedowcem „Leopard”.
Podczas II wojny światowej, od 28 sierpnia 1939 w stopniu komandora porucznika (Fregatenkapitän) dowodził niszczycielem „Erich Koellner”. Wziął na nim udział w kwietniu 1940 w inwazji na Norwegię oraz bitwach morskich pod Narwikiem. W drugiej bitwie 13 kwietnia 1940 jego okręt został zatopiony przez okręty brytyjskie przy brzegu fiordu Ofot. Schulze-Hinrichs dostał się do niewoli norweskiej i przebywał w obozie jenieckim Skorpa (jako najstarszy niemiecki oficer), aż do uwolnienia po zajęciu Norwegii przez Niemców w czerwcu 1940.
Od listopada 1940 dowodził 6 Flotyllą Niszczycieli. Między innymi, w dniach 18-22 maja 1941 na niszczycielu „Hans Lody” dowodził eskortą pancernika „Bismarck” i krążownika „Prinz Eugen” płynących z Gdyni do rejonu Trondheim, przed ich korsarskim rejsem na Atlantyk.
Awansował następnie na stopień komandora (Kapitän zur See). Po ataku na ZSRR, 6 Flotylla działała w północnej Norwegii i Arktyce. 1 maja 1942 Schulze-Hinrichs dowodził 6 Flotyllą w akcji przeciw konwojowi QP-11 na Morzu Barentsa, jego okręt flagowy „Hermann Schoemann” został następnego dnia samozatopiony na skutek uszkodzeń zadanych przez brytyjskie okręty. 6 Flotyllą dowodził do kwietnia 1943.
Pod koniec wojny, w 1945 dowodził obroną morską obszaru Narwiku.
W 1950 był jednym z zespołu 15 ekspertów opracowujących memorandum Himmeroder, na temat powojennej remilitaryzacji Niemiec Zachodnich, leżącym u podstaw utworzenia Bundeswehry.
Był autorem kilku podręczników marynarskich i prac wojenno-morskich, w tym biografii admirała Tirpitza Grossadmiral Alfred von Tirpitz (1958).

## Odznaczenia, m.in.
- Krzyż Rycerski Krzyża Żelaznego (15 czerwca 1943)
- Złoty Krzyż Niemiecki (21 stycznia 1942) (Deutsches Kreuz in Gold)